# Grand Prix Hassan II 1996
Il Grand Prix Hassan II 1996  è stato un torneo di tennis giocato sulla terra rossa.
È stata la 12ª edizione del Grand Prix Hassan II,
che fa parte della categoria World Series nell'ambito dell'ATP Tour 1996.
Si è giocato al Complexe Al Amal di Casablanca in Marocco, dal 25 al 1º aprile 1996.

## Campioni

### Singolare
Tomás Carbonell ha battuto in finale  Gilbert Schaller con il punteggio di 7–5, 1–6, 6–2

### Doppio
Jiří Novák /  David Rikl hanno battuto in finale  Tomás Carbonell /  Francisco Roig con il punteggio di 7–6, 6–3